# Stazione di Porta alla Croce
Stazione di Porta alla Croce egy vasútállomás volt az olaszországi Firenzében, amit 1896-ban bezártak.